# Kamila Marcinkiewicz

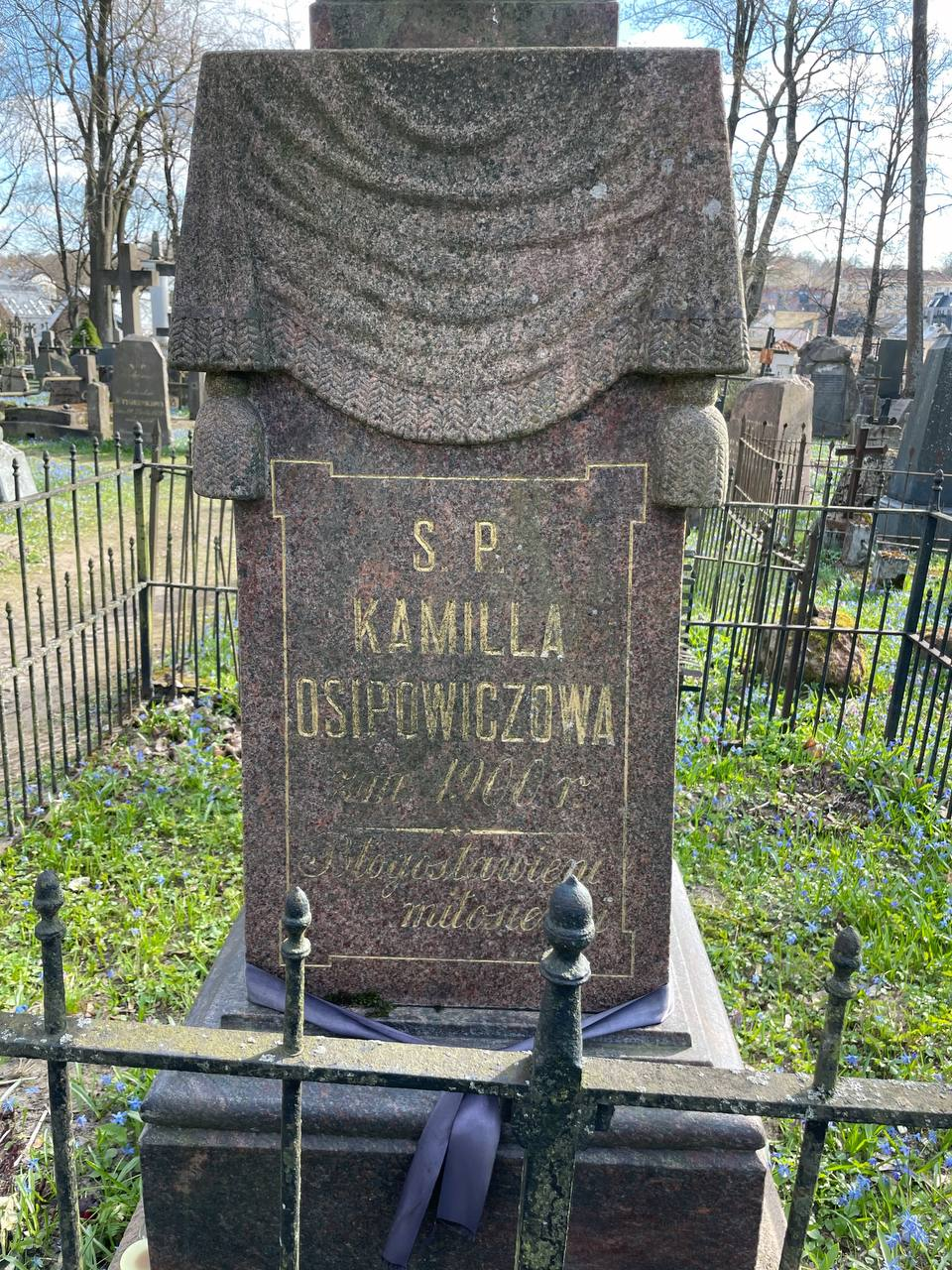
Grób Kamili Marcinkiewicz na Cmentarzu Bernardyńskim w Wilnie

Kamila Marcinkiewicz (spotykana pisownia Kamilla Marcinkiewiczówna, ur. 27 maja 1835 w guberni mińskiej – zm. 25 lipca 1884 w Wilnie) – pianistka, nauczycielka muzyki, polska działaczka narodowa, społeczna i oświatowa w guberni mińskiej. Córka Wincentego Dunina-Marcinkiewicza.

## Życiorys
W latach sześćdziesiątych XIX wieku działała w komitecie niesienia pomocy buntownikom i wygnańcom z Królestwa Polskiego w Mińsku Litewskim. Komitet organizował żywność, odzież, leki I kwatery. Kamila Marcinkiewicz organizowała pomoc dla uwięzionych polskich „buntowników” (Masakra w Warszawie 1861), powstańców styczniowych, którzy przed zesłaniem w głąb Rosji i na Sybir przebywali w więzieniu w Mińsku. W czasie powstania styczniowego pośredniczyła w przekazywaniu rozkazów i poczty oddziałom powstańczym. Zabiegała u władz carskich o łaskę dla skazańców. 
Organizowała patriotyczne zebrania, na które zapraszała różne warstwy społeczne, uczestniczyła w narodowych manifestacjach. Uwięziona za udział w patriotycznych demonstracjach, została zesłana do Solikamska w guberni permskiej. W Solikamsku poślubiła doktora Kazimierza Osipowicza. W 1880 roku wróciła do kraju. Zmarła w 1884 w Wilnie i tam została pochowana na cmentarzu Bernardyńskim.